# Janne Hänninen
Janne Tapio Hänninen (* 16. August 1975 in Outokumpu) ist ein ehemaliger finnischer Eisschnellläufer.

## Werdegang
Hänninen, der für den Helsingin Luistinkiitäjät startete, wurde zweimal finnischer Juniorenmeister und kam bei den Juniorenweltmeisterschaften 1992 in Warschau auf den 22. Platz im Kleinen Vierkampf. In der Saison 1992/93 nahm er in Helsinki erstmals am Eisschnelllauf-Weltcup teil, wobei er den 37. Platz über 1500 m errang und lief bei den Juniorenweltmeisterschaften 1993 in Baselga di Piné auf den zehnten Platz im Kleinen Vierkampf. Im folgenden Jahr errang er bei den Juniorenweltmeisterschaften in Berlin den 15. Platz im Kleinen Vierkampf. In der Saison 1994/95 belegte er bei der Sprintweltmeisterschaft 1995 in Milwaukee den 25. Platz im Sprint-Mehrkampf und bei den Juniorenweltmeisterschaften 1995 in Seinäjoki erneut den 15. Rang im Kleinen Vierkampf. Nach 28. Platz im Sprint-Mehrkampf bei der Sprintweltmeisterschaft 1996 in Heerenveen, lief er in der Saison 1996/97 bei der Sprintweltmeisterschaft 1997 in Hamar auf den 21. Platz im Sprint-Mehrkampf und bei den Einzelstreckenweltmeisterschaften 1997 in Warschau auf den 20. Platz über 1000 m. In der Saison 1997/98 belegte er bei der Sprintweltmeisterschaft 1998 in Berlin den 15. Platz im Sprint-Mehrkampf, bei den Einzelstreckenweltmeisterschaften 1998 in Calgary jeweils den zehnten Platz über 500 m und 1000 m und beim Saisonhöhepunkt, den Olympischen Winterspielen 1998 in Nagano, den 18. Platz über 1000 m sowie den 17. Rang über 500 m.
In der Saison 1998/99 erreichte Hänninen mit zehn Top-Zehn-Platzierungen den 11. Platz in der Weltcupwertung über 500 m und den sechsten Rang in der Weltcupwertung über 1000 m. Bei der Sprintweltmeisterschaft 1999 in Calgary belegte er den achten Platz im Sprint-Mehrkampf und bei den Einzelstreckenweltmeisterschaften 1999 in Heerenveen den 21. Platz über 1000 m sowie den zehnten Rang über 500 m. Die Sprintweltmeisterschaft 2000 in Seoul schloss er auf den 13. Platz im Sprint-Mehrkampf und die Einzelstreckenweltmeisterschaften 2000 in Nagano auf den 19. Platz über 1000 m sowie auf den 15. Rang über 500 m ab. In der Saison 2000/01 kam er mit drei Top-Zehn-Platzierungen, darunter Platz zwei über 500 m auf den neunten Platz in der Weltcupwertung über 500 m und in der Saison 2001/02 mit acht Top-Zehn-Platzierungen, darunter Platz zwei über 1000 m in Inzell auf den zehnten Platz in der Weltcupwertung über 500 m sowie auf den siebten Rang in der Weltcupwertung über 1000 m. Bei der Sprintweltmeisterschaft 2001 in Inzell lief er auf den 15. Platz im Sprint-Mehrkampf, bei den Einzelstreckenweltmeisterschaften 2001 in Salt Lake City auf den 12. Platz über 1000 m sowie auf den zehnten Rang über 500 m, bei der Sprintweltmeisterschaft 2002 in Hamar auf den zehnten Platz im Sprint-Mehrkampf und bei den Olympischen Winterspielen 2002 in Salt Lake City auf den 15. Platz über 500 m, auf den 13. Rang über 1500 m sowie den zehnten Platz über 1000 m.
In der Saison 2002/03 kam Hänninen viermal unter den ersten Zehn und erreichte damit den zehnten Platz in der Weltcupwertung über 500 m, den neunten Rang in der Weltcupwertung über 1000 m und den achten Platz in der Weltcupwertung über 100 m. Bei der Sprintweltmeisterschaft 2003 in Calgary wurde er Zehnter im Sprint-Mehrkampf und bei den Einzelstreckenweltmeisterschaften 2003 in Berlin Zehnter über 500 m, Siebter über 1500 m sowie Vierter über 1000 m. In der folgenden Saison wurde er Achter in der Weltcupwertung über 1000 m, bei der Sprintweltmeisterschaft 2004 in Nagano Achter im Sprint-Mehrkampf und bei den Einzelstreckenweltmeisterschaften 2004 in Seoul Zwölfter über 500 m, Elfter über 1500 m sowie Neunter über 1000 m. Im folgenden Jahr kam er bei der Sprintweltmeisterschaft in Salt Lake City auf den 14. Platz im Sprint-Mehrkampf und bei den Einzelstreckenweltmeisterschaften in Inzell auf den 11. Platz über 500 m sowie auf den siebten Rang über 1000 m. In der Saison 2005/06 lief er in Inzell mit Platz zwei über 500 m sowie Rang drei über 1000 m letztmals im Weltcup aufs Podest und absolvierte in Heerenveen seinen letzten Weltcup, welchen er auf dem sechsten Platz über 100 m beendete und damit den achten Platz in der Weltcupwertung über 100 m belegte. Bei der Sprintweltmeisterschaft 2006 in Heerenveen errang er den 16. Platz im Sprint-Mehrkampf und beim Saisonhöhepunkt, den Olympischen Winterspielen 2006 in Turin, den 25. Platz über 1000 m sowie den 15. Rang über 500 m.
Hänninen wurde achtmal finnischer Meister im Sprint-Mehrkampf (1993, 1995–1998, 2001–2003), viermal über 500 m (1996, 1998, 2002, 2003) sowie zweimal über 1000 m (1996, 1998) und 1500 m (1998, 2004).

## Erfolge

### Olympische Spiele
- 1998 Nagano: 17. Platz 500 m, 18. Platz 1000 m
- 2002 Salt Lake City: 10. Platz 1000 m, 13. Platz 1500 m, 15. Platz 500 m
- 2006 Turin: 15. Platz 500 m, 25. Platz 1000 m

### Einzelstrecken-Weltmeisterschaften
- 1997 Warschau: 20. Platz 1000 m
- 1998 Calgary: 10. Platz 500 m, 10. Platz 1000 m
- 1999 Heerenveen: 10. Platz 500 m, 21. Platz 1000 m
- 2000 Nagano: 15. Platz 500 m, 19. Platz 1000 m
- 2001 Salt Lake City: 10. Platz 500 m, 12. Platz 1000 m
- 2003 Berlin: 4. Platz 1000 m, 7. Platz 1500 m, 10. Platz 500 m
- 2004 Seoul: 9. Platz 1000 m, 11. Platz 1500 m, 12. Platz 500 m
- 2005 Inzell: 7. Platz 1000 m, 11. Platz 1500 m

### Sprint-Weltmeisterschaften
- 1995 Milwaukee: 25. Platz Sprint-Mehrkampf
- 1996 Heerenveen: 28. Platz Sprint-Mehrkampf
- 1997 Hamar: 21. Platz Sprint-Mehrkampf
- 1998 Berlin: 15. Platz Sprint-Mehrkampf
- 1999 Calgary: 8. Platz Sprint-Mehrkampf
- 2000 Seoul: 13. Platz Sprint-Mehrkampf
- 2001 Inzell: 15. Platz Sprint-Mehrkampf
- 2002 Hamar: 10. Platz Sprint-Mehrkampf
- 2003 Calgary: 10. Platz Sprint-Mehrkampf
- 2004 Nagano: 8. Platz Sprint-Mehrkampf
- 2005 Salt Lake City: 14. Platz Sprint-Mehrkampf
- 2006 Heerenveen: 16. Platz Sprint-Mehrkampf

## Persönliche Bestzeiten
| Disziplin | Zeit        | Datum            | Ort            |
| --------- | ----------- | ---------------- | -------------- |
| 500 m     | 35,00 s     | 1. Dezember 2001 | Salt Lake City |
| 1000 m    | 1:08,45 min | 9. Februar 2002  | Salt Lake City |
| 1500 m    | 1:46,04 min | 9. Februar 2002  | Salt Lake City |
| 3000 m    | 3:59,84 min | 27. Juli 1998    | Calgary        |
| 5000 m    | 7:26,67 min | 7. März 1993     | Hamar          |